# Kota (Rajasthan)
Kota (en Rajasthani कोटा), anciennement connue sous le nom Kotah, est une ville dans le nord de l'État indien du Rajasthan. Elle est située à 240 km au sud de la capitale de l'État, Jaipur. Elle est par sa population la troisième ville de l'État.

## Centre économique régional
Situé sur les bords de la rivière Chambal et au centre d'une région irriguée fertile, Kota est un pôle régional de commerce et d'industrie pour le millet, le blé, le riz, les légumes secs, la coriandre, les graines oléagineuses et le coton. 
Des industries oléagineuses, le tissage, la distillation, la production laitière, l'industrie chimique et des engrais, la fabrication d'artisanat en métal, et des équipements d'ingénierie y sont développés.
Kota est devenu l'un des principaux centres industriels du nord de l'Inde, avec de nombreuses industries chimiques et des centrales électriques.

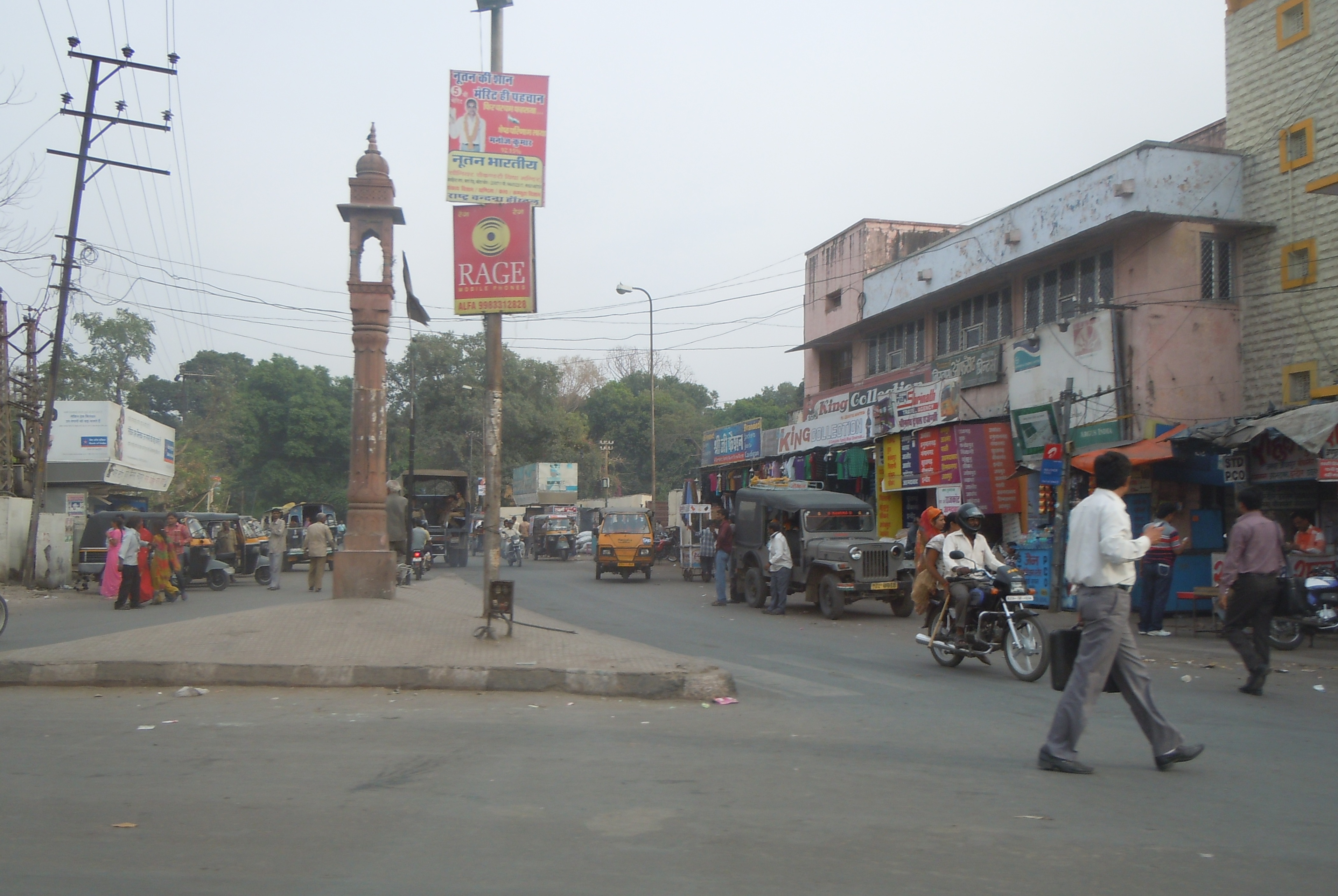
Vue d'une rue typique du centre de Kota

## Sites et monuments
- Umed Bhawan Palace, palais du Maharaja Umed Singh II, construit sous les ordres de l'architecte britannique, Samuel Swinton Jacob en  1903, actuellement transformé en hotel.

## La pierre de Kota

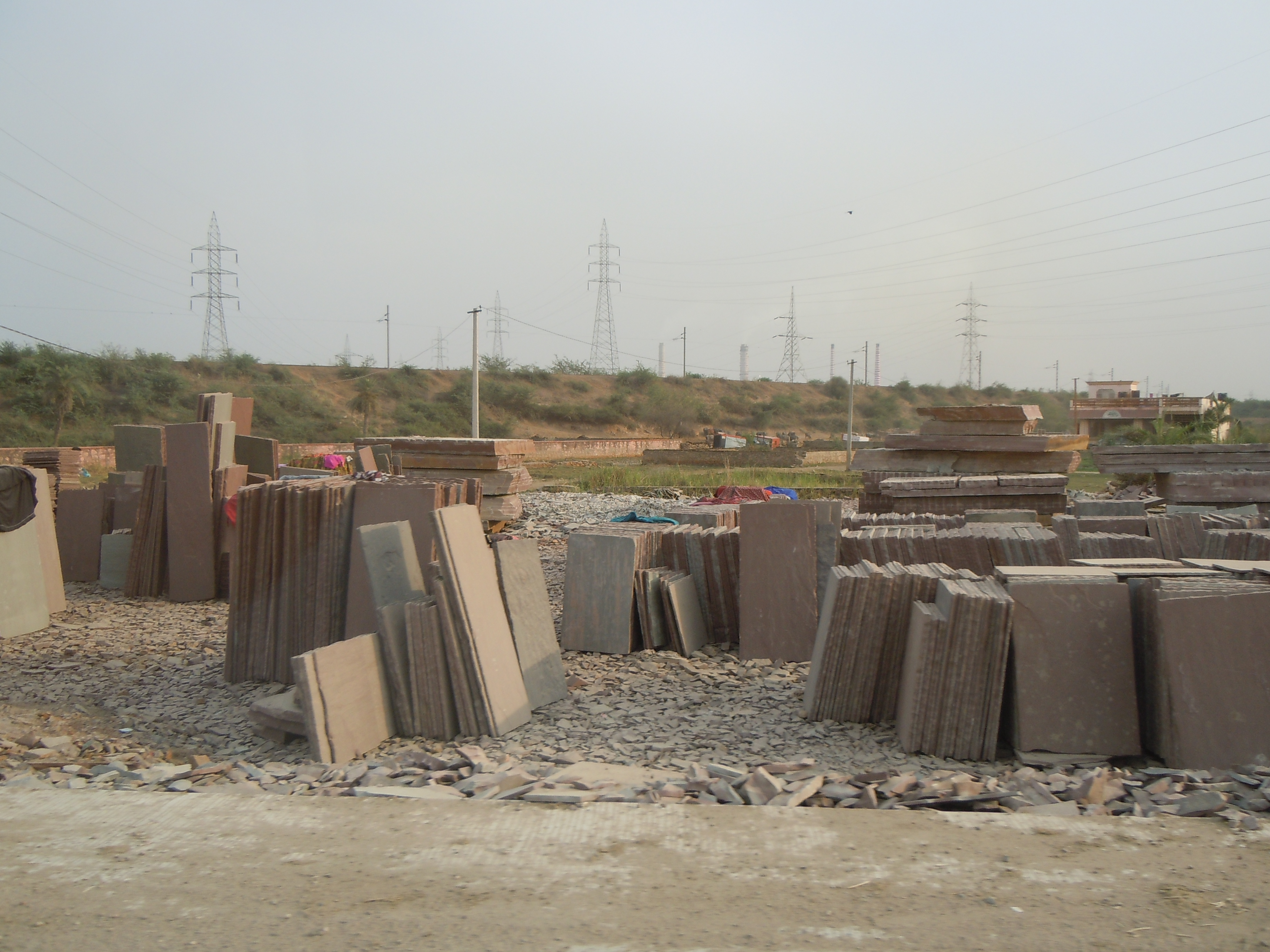
exploitation de pierre de Kota

La pierre de Kota, Kota stone en anglais, est un calcaire gris parfois bleuté, utilisé en plaques pour les revêtements de sol ou muraux. Elle est extraite en grande quantité sur une surface de 150 km2 à l'ouest de Kota. La production est passée de 100 000 tonnes par an en 1996 à 500 000 tonnes en 2010. L'exploitation génère 13 000 000 m3 de déchets stériles par an, qui sont épandus en une multitude de terrils sur les terres agricoles avoisinantes donnant au paysage de désolation lunaire à la campagne située à l'ouest de la ville de Kota.

## Personnalités liées
- Jasmin Bhasin, actrice, y est née en 1990.